# Abundio de Roma
San Abundio de Roma, conocido como el sacristán (485 - 564) fue un sacristán de la basílica de San Pedro venerado como santo por la Iglesia católica. San Gregorio Magno, quien escribió la historia de su vida, describió que había hecho sanaciones con sus oraciones. En la lista del martirologio romano se indica que su festividad se celebra el 14 de abril.